# Нома (ресторан)
«Нома» (дат. Noma) — известный ресторан скандинавской кухни в Копенгагене (Дания).
В Красном гиде Мишлен он оценён в три звезды из трёх возможных.
26 апреля 2010 года признан «лучшим рестораном в мире» по версии британского журнала «Restaurant»,
в 2011 году возглавил список 50 лучших ресторанов мира (The World’s 50 Best Restaurants), составленный более чем 800 экспертами, ресторанными критиками и поварами; годом ранее он занимал в этом рейтинге третье место.
Название ресторана является аббревиатурой из слов «nordisk» (северная) и «mad» (еда).
Ресторан «Нома» располагается в здании старого склада на берегу канала в районе Кристиансхаун (Christianshavn) в центре Копенгагена. Здание склада находится на Гренландской торговой площади (Grønlandske Handelsplads), которая в течение 200 лет служила центром торговли с Фарерскими островами, Финнмарком, Исландией и Гренландией. Здесь хранились рыба, китовое масло, шкуры и другие товары перед продажей на европейские рынки.
В 2004 году склад был преобразован в Североатлантический дом (Nordatlantens Brygge), центр искусства и культуры стран североатлантического региона. Тогда же и был открыт ресторан «Нома».
В ресторане «Нома» представлена скандинавская кухня. Его основатели Рене Редсепи и Клаус Мейер попытались переосмыслить скандинавское искусство приготовления пищи. Кухня «Номы» может считаться скорее современным истолкованием нордической кухни, нежели классической кухней, в которой помимо прочего подают мох, лишайник и костный мозг.